# Hot Brown
Pour les articles homonymes, voir Brown.
Un Hot Brown sandwich (ou Kentucky Hot Brown) est un sandwich chaud américain créé au Brown Hotel de Louisville, dans le Kentucky, par Fred K. Schmidt en 1926. C'est une adaptation du welsh rarebit et fut inventé comme alternative aux œufs et au jambon des diners tardifs.

## Ingrédients
Le Hot Brown est un sandwich ouvert à base de dinde et de bacon, recouvert de sauce Mornay. Dans la plupart des recettes, on rencontrera également du jambon, des piments et des tomates. La sauce Mornay est également parfois remplacée par des sauces au fromage commerciales, du cheddar ou de l'american cheese,.
Lorsque Fred K. Schmidt invente le Hot Brown, son émincé de filet de dinde est rare, celle-ci étant essentiellement consommée lors de repas de fêtes. La recette originale contient de la dinde tranchée sur du pain blanc grillé, avec par-dessus la sauce Mornay et un peu de parmesan. Le piment et le bacon sont ensuite ajoutés. Après son lancement, ce sandwich est devenu le plat de prédilection des clients de l'hôtel,.
Plat phare de Louisville, il est populaire dans tout l'État du Kentucky.